# Sepiola rondeletii
O chopo-anão (Sepiola rondeletti) é uma espécie de lula que vive nas águas do Atlântico, inclusive no mar territorial de Portugal.